# Райнберн
Ра́йнберн (роки народження і смерті невідомі) — єпископ Колобжеський (Колберський), який прибув до Турова разом з дочкою польського князя Болеслава Хороброго, яка стала дружиною сина Володимира Святославича, Святополка І (Окаянного). Райнберн, з руки Болеслава, підбурював Святополка до повстання проти батька. Володимир, довідавшись про ці інтриги, посадив Святополка з дружиною і Райнберном до тюрми. Це стало однією з причин війни 1013 року з Болеславом.